# Hà Lam
Hà Lam is een thị trấn en tevens de hoofdplaats in het district Thăng Bình, een van de districten in de Vietnamese provincie Quảng Nam. Hà Lam heeft ruim 17.000 inwoners op een oppervlakte van 11,7 km².

## Geografie en topografie
Hà Lam ligt centraal in de huyện  Thăng Bình. De aangrenzende xã's zijn Bình Nguyên, Bình Phục, Bình Tú en Bình Quý.

## Verkeer en vervoer
Een van de belangrijkste verkeersaders is de quốc lộ 1A. Deze weg verbindt Lạng Sơn met Cà Mau. Deze weg is gebouwd in 1930 door de Franse kolonisator. De weg volgt voor een groot gedeelte de route van de AH1. Deze Aziatische weg is de langste Aziatische weg en gaat van Tokio in Japan via verschillende landen, waaronder de Volksrepubliek China en Vietnam, naar Turkije. De weg eindigt bij de grens met Bulgarije en gaat vervolgens verder als de Europese weg 80.
Een andere verkeersader is de quốc lộ 14E. Deze ruim 70 kilometer lange quốc lộ van Phước Xuân naar Hà Lam  sluit in Hà Lam op de quốc lộ 1A. De weg is een afgeleide van de quốc lộ 14.
In Hà Lam is ook een tỉnh lộ die aansluit op de quốc lộ 1A. De tỉnh lộ 613 sluit aan op de quốc lộ 1A, daar waar ook de quốc lộ 14E aansluit en verbindt Hà Lam met Bình Minh.